# Jan van Kessel den yngre
Jan van Kessel den yngre, född 1641 i Amsterdam, död där 1680, var en holländsk landskapsmålare.
Kessel var lärjunge till Jacob Isaakszoon van Ruysdael men rönte även inflytande från Meindert Hobbema. Hans målning Vattenfall i en bergstrakt finns på Kunstmuseet, Köpenhamn.